# One Hour Married
One Hour Married és una pel·lícula muda de la Hal Roach dirigida per Jerome Strong i protagonitzada per Mabel Normand, en la seva darrera aparició cinematogràfica, Creighton Hale i James Finlayson.  La pel·lícula, de 3 bobines, es va estrenar 27 de febrer de 1927. Es considera una pel·lícula perduda.

## Argument
Una hora després de casar-se el marit de Mabel és cridat a files i marxa cap al front durant la Primera Guerra Mundial. Per tal d’estar a prop del seu marit, Mabel es disfressa de soldat i es cola dins de la seva barraca. Allà descobreix que al marit ja l’han embarcat i Mabel el segueix en el seu camí cap a França.

## Repartiment
- Mabel Normand (Mabel)
- Creighton Hale (marit)
- James Finlayson
- Noah Young
- Syd Crossley
- Clarence Geldart